# Gildas Badonicus
St Gildas, Gildus, Gildas den vise, född omkring 516, död 570, är ett walesiskt, engelskt och irländskt helgon, som var präst, munk och missionär. 
Om hans liv vet vi mycket litet, men han befann sig sannolikt i utomlands en stor del av sitt liv (sannolikt i Bretagne) och gjorde ev. en pilgrimsresa till Rom. Han återvände till Wales och Irland, och levde eventuellt en tid som eremit på ön Ynys Echni (Nuvarande Flat Holm) i Bristolkanalen. Han är beskyddare av flera kyrkor och kloster, och räknas som en av de första brittiska historikerna.

"De excidio et conquestu brittanniae" heter hans viktigaste verk, och det skulle ha kommit till under hans tid som eremit. Han dog år 570, endera i Llantokay (Nuvarande Street) nära Glastonbury eller i Rhuys i Bretagne.
Hans högtidsdag är hans dödsdag den 29 januari och han åkallas mot rabies (Tillsammans med St Hubert och St Ubald). Porträtteras med en klocka, enligt vissa källor skulle han ha haft en karriär som klockgjutare. Förväxlas ofta med St Gulstan.
Bland icke troende är han mest känd för att han som samtida historiker inte nämner kung Artur i sin beskrivning av slaget vid Badon. Gildas hade ingen hög tanke om Britanniens kungar. Så här skrev han om dem:
"Britannien har kungar men de är tyranner; hon har domare men de är orättfärdiga", och, efter en lång uppräkning av de härskandes synder och dubbelmoral: "De påtar sig rollen som domare men bortser från rättens regler; de föraktar den harmlöse och enkle mannen men de upphöjer så högt de kan sina militära medhjälpare, blodiga stolta och mordlystna män, äktenskapsbrytare och fiender till Gud. Om slumpen som de säger, tillåter: borde män som dessa ha utrotats med kraft, till namn och allt."
Högtidsdag: 29 januari

Åkallas mot: Rabies 

Symbol: Klocka